# 이찬오 (1939년)
이찬오(1939년 10월 18일 ~ )는 대한민국의 기업인이다.

## 생애
고등학교 시절 럭비 선수로 활약한바 있으며, 고려대학교 철학과를 전공했다. 4.19 혁명 당시 고려대학교 학생 총회장으로 주도적 역할을 했다. 대한민국 제6대 국회에는 김두한의 비서를 지내면서 정치계에도 입문하기도 했다. 이후에는 현대자동차에 입사하면서 기업인으로 활동했다. 2007년에 4.19 혁명 공로로 건국포장을 받았다.